# Прапори Північної Америки
Це список міжнародних, національних і субнаціональних прапорів, які використовуються в Північній Америці. До списку входять 6 прапорів міжнародних організацій, 23 прапори держав та 115 прапорів регіонів, автономних і залежних територій.

## Наднаціональні і міжнародні прапори
| Прапор | Затверджений | Організація                                        | Опис |
| ------ | ------------ | -------------------------------------------------- | --- |
|        | 1973 –       | Прапор КАРІКОМу                                    | Сині смуги на прапорі символізують море і небо, а жовтий диск — сонце. |
|        | 1953 –       | Прапор НАТО                                        | Прямокутне полотнище синього кольору, в центрі якого зображена біла зірка з чотирма променями (роза вітрів) та білими лініями, які розбігаються від неї.                                       |
|        | 1994 –       | Прапор Північноамериканської зони вільної торгівлі | Прапор являє собою комбінацію трьох прапорів країн-членів: США, Мексики та Канади |
|        | 2004 –       | Прапор Системи центральноамериканської інтеграції  | Прапор являє собою синє полотнище, в центрі якого розміщена емблема організації. |
|        | 1976 –       | Прапор Співдружності націй                         | Прапор являє собою синє полотнище, в центрі якого розміщений золотистий символ Співдружності — буква «С».                                                                                      |
|        |              | Прапор Франкофонії                                 | Прапор являє собою біле полотнище, в центрі якого розміщене коло, складене з п'яти сегментів червоного, синього, жовтого, зеленого і фіолетового кольорів, які символізують п'ять континентів. |

## Прапори держав
| Прапор | Затверджений      | Організація                      | Опис |
| ------ | ----------------- | -------------------------------- | --- |
|        | 1967 –            | Прапор Антигуа і Барбуди         | Сонце, яке піднімається, символізує схід нової ери, чорний колір вказує на африканське коріння населення країни. Червоний колір символізує енергію народу. Синій та білий кольори символізують море та пісок відповідно. V-подібна форма означає перемогу. Пропорції прапора: 2:3. |
|        | 1973 –            | Прапор Багамських Островів       | Прапор являє собою блакитно-жовто-блакитний горизонтальний триколор з чорним рівнобедреним трикутником біля держака. Трикутник символізує єдність та рішучість багамців, а стрічки — природні ресурси острова: дві стрічки блакитного кольору символізують море, а жовта стрічка у центрі символізує землю. Пропорції прапора: 1:2. |
|        | 1966 –            | Прапор Барбадосу                 | Прапор являє собою синьо-жовто-синій вертикальний триколор з чорним тризубом в центрі. Синій колір символізує море, а жовтий — пісок. Тризуб трактується як відображення трьох основних принципів Барбадосу: з народу, разом з народом, для народу. Крім того, тризуб трактується, як символ Нептуна, а також нагадування про колоніальне минуле країни та розрив з ним. Пропорції прапора: 2:3. |
|        | 1981 –            | Прапор Белізу                    | Прапор являє собою прямокутне полотно синього кольору, внизу та зверху проведені вузькі червоні стрічки. Посередині прапора зображений герб Белізу. Кольорі на прапорі символізують дві політичні партії. Синій символізує Об'єднану демократичну партію Белізу, а червоний — Народну об'єднану партію Белізу. Прапор Белізу є унікальним адже це єдиний прапор на якому присутні 12 кольорів. Крім того, це єдиний прапор незалежної країни на якому зображена людина. Пропорції прапора: 2:3.                  |
|        | 1986 –            | Прапор Гаїті                     | Прямокутне полотнище розділено по горизонталі на дві рівні стрічки — блакитну зверху, червона — знизу. Посередині прапора на білому квадраті розміщений герб Гаїті. Червоний та синій кольори на прапорі походять від кольорів прапора Франції. Також вони символізують союз чорношкірого населення острова та мулатів. Пропорції прапора: 3:5. |
|        | 1871 –            | Прапор Гватемали                 | Прапор являє собою блакитно-біло-блакитний вертикальний триколор, в центрі якого розміщений герб Гватемали. Пропорції прапора: 5:8. |
|        | 1866 –            | Прапор Гондурасу                 | Прапор являє собою блакитно-біло-блакитний горизонтальний триколор. В центрі прапора розміщено п'ять синіх п'ятикутних зірок у вигляді літери Х, які символізують 5 країн колишньої Федаративної Республіки Центральної Америки (Сальвадор, Коста-Рику, Нікарагуа, Гватемалу та Гондурас). Пропорції прапора: 1:2. |
|        | 1974 –            | Прапор Гренади                   | Шість зірок на прапорі символізують шість адміністративних одиниць Гренади, а велика центральна зірка у червоному кругу — столицю Сент-Джорджес. На прапорі присутній мускатний горіх, культивація якого є основою економіки Гренади. Жовтий колір символізує сонце над Гренадою та добробут її громадян, зелений — сільське господарство, а червоний — гармонію, єдність та мужність. Пропорції прапора: 3:5.                                                                                                   |
|        | 1990 –            | Прапор Домініки                  | Зелений колір на прапорі символізує багату природу країни, червоний колір — символ свободи. Десять зірок — це 10 приходів країни. Хрест з трьох стрічок символізує три народи: чорний — негрів, білий — європеоїдів, жовтий — мулатів. Папуга Імператорський амазон — символ острова. Пропорції прапора: 1:2. |
|        | 1844 –1861 1863 – | Прапор Домініканської Республіки | Прапор являє собою прямокутне полотно яке поділене білим хрестом на 4 частини (дві синього та дві червоного кольорів). В центрі прапора зображений герб Домініканської Республіки. Синій колір символізує волю, червоний — кров та незалежність, а білий віру та спасіння. Пропорції прапора: 5:8. |
|        | 1965 –            | Прапор Канади                    | Прапор являє собою червоно-біло-червоний вертикальний триколор, біла смуга якого дещо ширша за інші. В центрі прапору розміщено червоний кленовий лист. Червоні смуги символізують два океани, які омивають береги Канади — Тихий та Атлантичний — та розташовану між ними країну. Кленовий лист повинен підкреслювати єдність нації. Червоний — колір хреста Св. Георгія, символізує Велику Британію. Білий — колір французької монархії. Пропорції прапора: 2:3.                                               |
|        | 1906 –            | Прапор Коста-Рики                | Прапор складається з п'яти горизонтальних смуг: по дві смуги синього та білого кольорів та одної червоної, яка знаходиться в центрі. Червона смуга вдвічі ширша за інші. Пропорції прапора: 3:5. |
|        | 1902 –            | Прапор Куби                      | Прапор являє собою прямокутне полотнище, розділене на 5 рівних синіх та білих смуг. Біля держака розміщений червоний рівносторонній трикутник, на якому розміщена біла п'ятикутна зірка. Три сині стрічки символізують три частини, на які Куба була поділена іспанцями. Дві білі стрічки — прагнення до незалежності. Рівносторонній трикутник — рівність, братерство та свобода, а червоний колір — кров, яка була пролита за незалежність острову. Біла зірка символізує свободу. Пропорції прапора: 1:2.     |
|        | 1968 –            | Прапор Мексики                   | Прапор являє собою прямокутне полотнище, яке складається з трьох рівновеликих вертикальних смуг — зеленої, білої та червоної. У центрі білої смуги — зображення герба Мексики. Зелений колір прапора означає надію, а також достаток гарного ґрунту Мексики. Білий символізує чистоту, червоний — кров, пролиту за незалежність країни. Пропорції прапора: 4:7. |
|        | 1908 –            | Прапор Нікарагуа                 | Прапор являє собою синьо-біло-синій горизонтальний триколор, в центрі якого розміщено трикутник з зображенням п'яти вулканів та веселки. Прапор за дизайном походить від прапора Сполучених Провінцій Центральної Америки та схожий на прапор Аргентини. Трикутник символізує рівність, п'ять вулканів — п'ять націй Центральної Америки, веселка — мир. Пропорції прапора: 3:5. |
|        | 1925 –            | Прапор Панами                    | Прапор являє собою прямокутне полотнище, яке поділене на 4 рівні прямокутні частини. Дві частини білого кольору, на них зображені п'ятикутні зірки. Інші дві частини червона та синя. Синій та червоний колір символізують Консервативну та Ліберальну партії Панами. Крім того, синій колір означає Тихий океан та Карибське море, а червоний — пролиту за країну кров. Білий колір символізує мир. Синя зірка — чесність, червона — влада та закон. Пропорції прапора: 2:3.                                    |
|        | 1968 –            | Прапор Сальвадору                | Прапор являє собою синьо-біло-синій горизонтальний триколор, в центрі якого розміщено герб Сальвадору. Прапор за дизайном походить від прапора Сполучених Провінцій Центральної Америки та схожий на прапори Нікарагуа та Гондураса. Пропорції прапора: 189:335. |
|        | 1985 –            | Прапор Сент-Вінсент і Гренадин   | Прапор складається з трьох вертикальних смуг блакитного, жовтого та зеленого кольорів. На жовтій смузі, яка складає ½ ширини прапора, зображено три ромби (діаманти), які символізують те, що Сент-Вінсент і Гренадини — це діаманти Антильських островів. Ромби розміщені у формі літери V, першої у назві країни (Vincent). Пропорції прапора: 7:11. |
|        | 1983 –            | Прапор Сент-Кіттс і Невісу       | Прапор Сент-Кіттс і Невіс являє собою прямокутне полотно, поділене по діагоналі на дві частини чорно-жовтою лінією. Лівий верхній кут зелений, нижній правий — червоний. Зелений колір символізує плодючі землі країни, червоний — визвольну боротьбу народу. Чорний колір — це африканське коріння жителів острова, а дві жовті стрічки — сонячне світло. Дві білі зірки символізують надію та свободу, та два острова, які утворюють країну: Сент-Кіттс та Невіс. Пропорції прапора: 2:3.                      |
|        | 2002 –            | Прапор Сент-Люсії                | Прапор представлений прямокутним полотном блакитного кольору на якому зображено дві трикутні фігури золотого та чорного кольору. Це символізує острів посередині Карибського моря. Блакитний колір символ вірності, а два трикутники — гори вулканічного масиву Пітон (Грос-Пітон і Пті-Пітон), які є символами Сент-Люсії. Золотий трикутник символізує сонце, чорний трикутник з білою стрічкою по боках — мирне співіснування чорної та білої раси, які працюють та живуть у єдності. Пропорції прапора: 1:2. |
|        | 1960 –            | Прапор США                       | Полотнище прапора складається з 13 червоних і білих горизонтальних смуг (7 червоних і 6 білих). У лівому верхньому куті прапора розташований синій прямокутник з білими п'ятикутними зірками, кількість яких дорівнює кількості штатів — 50. 13 смуг означають 13 колишніх колоній, які об'єдналися й утворили Сполучені Штати Америки. Пропорції прапора: 10:19. |
|        | 1962 –            | Прапор Тринідаду і Тобаго        | Прапор являє собою прямокутне полотно червоного кольору з діагональною (зліва направо) чорною лінією по краях якої розташовані дві вузькі білі смужки. Червоний колір символізує життєвий досвід народу країни та її землю, теплоту та енергію сонця, мужність та привітність народу. Білий колір — це Карибське море та Атлантичний океан, а також відображення чистоти помислів і рівності всіх людей під сонцем. Чорний колір символізує зв'язок з землею. Пропорції прапора: 2:5.                            |
|        | 1962 –            | Прапор Ямайки                    | Прапор являє собою полотно, яке розділене на 4 частини (дві зелені та дві чорні) золотим косим хрестом. Чорний колір означає населення Ямайки, золотий — сонячне світло та багатство природних ресурсів, а зелений символізує надію на майбутнє та сільськогосподарське різноманіття. Пропорції прапора: 1:2. |

## Прапори регіонів, автономних і залежних територій
До списку входять прапори автономних, напівавтономних і залежних територій, а також регіонів держав з федеративною та конфедеративною формами правління.

## Заморські території Великої Британії
| Прапор | Затверджений | Використання                            | Опис |
| ------ | ------------ | --------------------------------------- | --- |
|        | 1990 –       | Прапор Ангільї                          | Прапор являє собою синє полотнище, в лівому верхньому кутку якого зображений прапор Великої Британії. В правій половині розміщений Герб Ангільї. Три дельфіни символізують дружбу, вірність та силу. Пропорції прапора: 1:2. |
|        | 1999 –       | Прапор Бермудських островів             | Прапор являє собою червоне полотнище, в лівому верхньому кутку якого зображений прапор Великої Британії. В правій половині розміщений герб Бермудських островів. Пропорції прапора: 1:2.                                     |
|        | 1960 –       | Прапор Британських Віргінських островів | Прапор являє собою синє полотнище, в лівому верхньому кутку якого зображений прапор Великої Британії. В правій половині розміщений Герб Британських Віргінських островів. Пропорції прапора: 1:2.                            |
|        | 1999 –       | Прапор Кайманових островів              | Прапор являє собою синє полотнище, в лівому верхньому кутку якого зображений прапор Великої Британії. В правій половині розміщений герб Кайманових островів. Пропорції прапора: 1:2.                                         |
|        | 1999 –       | Прапор Монтсеррату                      | Прапор являє собою синє полотнище, в лівому верхньому кутку якого зображений прапор Великої Британії. В правій половині розміщений герб Монтсеррату. Пропорції прапора: 1:2.                                                 |
|        | 1999 –       | Прапор островів Теркс і Кайкос          | Прапор являє собою синє полотнище, в лівому верхньому кутку якого зображений прапор Великої Британії. В правій половині розміщений герб островів Теркс і Кайкос. Пропорції прапора: 1:2.                                     |

## Територія зі спеціальним статусом Венесуели
| Прапор | Затверджений | Використання                   | Опис |
| ------ | ------------ | ------------------------------ | --- |
|        | 1999 –       | Федеральні володіння Венесуели | Прапор являє собою зелено-біло-синій горизонтальний триколор, в центрі якого розміщено символічне зображення риби червоного кольору. Пропорції прапора: 2:3. |

## Автономна провінція Данії
| Прапор | Затверджений | Використання      | Опис |
| ------ | ------------ | ----------------- | --- |
|        | 1985 –       | Прапор Ґренландії | Прапор являє собою прямокутне полотно, поділене горизонтально на дві частини. Зверху розташована стрічка білого кольору, знизу — червоного. Над стрічками розташоване червоно-біле коло. Верхня частина кола червоного кольору, нижня — білого. Стрічка білого кольору символізує засніжені гірські вершини Ґренландії, червоно стрічка — океан. Біла частина прапора символізує айсберги, червона його частина — фіорди. У іншій інтерпретації прапор символізує схід та захід сонця. Кольори прапора відповідають кольорам прапора Данії. Пропорції прапора: 2:3. |

## Провінції і території Канади
| Прапор | Затверджений | Використання                       | Опис |
| ------ | ------------ | ---------------------------------- | --- |
|        | 1968 –       | Прапор Альберти                    | Прапор являє собою синє полотнище, в центрі якого зображений герб Альберти. Три дельфіни символізують дружбу, вірність та силу. Пропорції прапора: 1:2. |
|        | 1960 –       | Прапор Британської Колумбії        | Чотири хвилясті білі і три хвилясті сині лінії символізують Тихий океан і Скелясті гори, між якими знаходиться провінція. «Захід Сонця» символізує, що Британська Колумбія є найзахіднішою провінцією Канади. Прапор Великої Британії на верхній половині символізує, що провінцію було засновано як колонію Великої Британії. Корона Короля Едварда на прапорі представляє Королівську сім'ю Канади. Пропорції прапора: 2:3. |
|        | 1948 –       | Прапор Квебека                     | Прапор являє собою синє полотнище з білим прямим хрестом. В кожному синьому прямокутнику зображена біла королівська геральдична лілія. Пропорції прапора: 2:3. |
|        | 1966 –       | Прапор Манітоби                    | Прапор являє собою червоне полотнище, в лівому верхньому кутку якого зображений прапор Великої Британії. В правій половині розміщений герб провінції. Пропорції прапора: 1:2. |
|        | 1858 –       | Прапор Нової Шотландії             | На прапорі синій андріївський хрест на білому тлі — негатив прапора Шотландії (білий Андріївський хрест на синьому тлі). В центрі прапора розміщено геральдичний щит із золотим тлом давньофранцузької форми з червоним левом, який стоїть на задніх лапах і оточений подвійною королівською облямівкою (подвійна смужка, прикрашена геральдичними ліліями). Пропорції прапора: 1:2. |
|        | 1999 –       | Прапор Нунавуту                    | Прапор складається з золотого і білого полів, розділених червоним вертикальним інуксуком і з синьою зіркою у верхній частині білого поля. Кольори синій і золотий символізують «багатство землі, моря і неба», в той час як червоний колір вказує на канадську приналежність. Інуксук, який ділить прапор — це традиційний кам'яний монумент інуїтів, який використовується для орієнтирів і в священних місцях. Синя зірка символізує полярну зірку, ключовий об'єкт, що виконує роль навігаційного маяка, і символічно представляє мудрість і керівництво місцевих старійшин. Пропорції прапора: 9:16. |
|        | 1965 –       | Прапор Нью-Брансвіка               | Прапор складається з золотого лева на червоному тлі та старовинної галери під вітрилом на золотому тлі. Пропорції прапора: 5:8. |
|        | 1980 –       | Прапор Ньюфаундленду і Лабрадору   | За основу дизайну був узятий прапор Британського Союзу. Сині трикутники в лівій частині знаменують історичну приналежність Ньюфаундленду і Лабрадору Великої Британії. Синій колір символізує море, білий — сніг і лід, червоний — мужність і працю жителів провінції, золотий — їх упевненість у своїх силах і майбутньому. Два червоних трикутника — континентальна і острівна частини провінції. Тризуб (утворений трикутниками і стрілою) символізує основу економіки провінції — рибальство і використання морських ресурсів. Стріла спрямована в «світле майбутнє», а при вертикальному положенні прапора стріла стає мечем — це данина пошани жертвам, принесеним жителям провінції на полях битв. Пропорції прапора: 1:2. |
|        | 1965 –       | Прапор Онтаріо                     | Прапор являє собою червоне полотнище, в лівому верхньому кутку якого зображений прапор Великої Британії. В правій половині розміщений герб провінції. Пропорції прапора: 1:2. |
|        | 1964 –       | Прапор Острова Принца Едварда      | На прапорі зображено елементи герба Острова Принца Едварда. Від щогли прапора з трьох вільних сторін червоні і білі смуги почергово змінюють одна одну. У верхній третині прапора на червоному тлі розташований англійський геральдичний золотий лев. В нижніх двох третинах прапора зображено острів і три молоді деревця, що символізує три округи острова, захищені великим дубом, який зображає Велику Британію. Зображення символізує девіз провінції — «Малий, захищений Великим» (лат. 'Parva sub ingenti'). Пропорції прапора: 2:3. |
|        | 1969 –       | Прапор Північно-західних територій | Прапор являє собою синьо-біло-синій вертикальний триколор, біла смуга якого вдвічі ширша за сині. В центрі прапора розміщено герб провінції. Пропорції прапора: 1:2. |
|        | 1969 –       | Прапор Саскачевану                 | Кольори прапора — зелений і золотий: перший на верхній половині прапора символізує північні ліси провінції; другий на нижній половині прапора — південні прерії з пшеничними полями. Герб Саскачевану розміщено на верхній чверті прапора біля флагштоку. В правій половині прапора розміщена емблема — західна червона лілея. Пропорції прапора: 1:2. |
|        | 1968 –       | Прапор Юкону                       | Прапор являє собою зелено-біло-синій вертикальний триколор, в центрі якого розміщено герб провінції. Пропорції прапора: 1:2. |

## Штати Мексики
| Прапор | Затверджений | Використання        | Опис |
| ------ | ------------ | ------------------- | --- |
|        | –            | Аґуаскальєнтес      | Прапор являє собою біле полотнище, в центрі якого зображений герб штату. Девіз на гербі: Terra bona, aqua clarus, cielus clarus, gens bona (Хороша земля, чиста вода, чисте небо і хороші люди). |
|        | –            | Баха-Каліфорнія     | Прапор являє собою біле полотнище, в центрі якого зображений герб штату. |
|        | –            | Баха-Каліфорнія-Сюр | Прапор являє собою біле полотнище, в центрі якого зображений герб штату. |
|        | –            | Веракрус            | Прапор являє собою біле полотнище, в центрі якого зображений герб штату. |
|        | –            | Ґерреро             | Прапор являє собою біле полотнище, в центрі якого зображений герб штату. |
|        | –            | Ґуанахуато          | Прапор являє собою біле полотнище, в центрі якого зображений герб штату. |
|        | –            | Дуранго             | Прапор являє собою біле полотнище, в центрі якого зображений герб штату. |
|        | –            | Ідальго             | Прапор являє собою біле полотнище, в центрі якого зображений герб штату. |
|        | –            | Кампече             | Прапор являє собою біле полотнище, в центрі якого зображений герб штату. |
|        | –            | Керетаро            | Прапор являє собою біле полотнище, в центрі якого зображений герб штату. |
|        | 2013 –       | Кінтана-Роо         | Прапор являє собою біле полотнище, в центрі якого зображений герб штату. Пропорції прапора: 4:7.                                                                                                 |
|        | –            | Коауїла             | Прапор являє собою біле полотнище, в центрі якого зображений герб штату. |
|        | –            | Коліма              | Прапор являє собою біле полотнище, в центрі якого зображений герб штату. |
|        | 1995 –       | Мехіко              | Прапор являє собою біле полотнище, в центрі якого зображений герб штату. Пропорції прапора: 4:7.                                                                                                 |
|        | –            | Мічоакан            | Прапор являє собою біле полотнище, в центрі якого зображений герб штату. |
|        | –            | Морелос             | Прапор являє собою біле полотнище, в центрі якого зображений герб штату. |
|        | –            | Наярит              | Прапор являє собою біле полотнище, в центрі якого зображений герб штату. |
|        | –            | Нуево-Леон          | Прапор являє собою біле полотнище, в центрі якого зображений герб штату. |
|        | –            | Оахака              | ППрапор являє собою біле полотнище, в центрі якого зображений герб штату. |
|        | –            | Пуебла              | Прапор являє собою біле полотнище, в центрі якого зображений герб штату. |
|        | –            | Сакатекас           | Прапор являє собою біле полотнище, в центрі якого зображений герб штату. |
|        | –            | Сан-Луїс-Потосі     | Прапор являє собою біле полотнище, в центрі якого зображений герб штату. |
|        | –            | Сіналоа             | Прапор являє собою біле полотнище, в центрі якого зображений герб штату. |
|        | –            | Сонора              | Прапор являє собою біле полотнище, в центрі якого зображений герб штату. |
|        | –            | Табаско             | Прапор являє собою біле полотнище, в центрі якого зображений герб штату. |
|        | 2004 –       | Тамауліпас          | Прапор являє собою біле полотнище, в центрі якого зображений герб штату. Пропорції прапора: 4:7.                                                                                                 |
|        | 2011 –       | Тласкала            | Прапор розділений по діагоналі на дві частини білого та червоного кольорів. В центрі полотнища зображений герб штату. Пропорції прапора: 2:3.                                                    |
|        | 2011 –       | Халіско             | Прапор складається з двох вертикальнихсмуг блакитного та жовтого кольорів. В центрі полотнища зображений герб штату. Пропорції прапора: 4:7.                                                     |
|        | 2010 –       | Чіапас              | Прапор являє собою біле полотнище, в центрі якого зображений герб штату. |
|        | –            | Чіуауа              | Прапор являє собою біле полотнище, в центрі якого зображений герб штату. |
|        | –            | Юкатан              | Прапор являє собою біле полотнище, в центрі якого зображений герб штату. |

## Заморські території Нідерландів

### Автономні держави
| Прапор | Затверджений | Використання        | Опис |
| ------ | ------------ | ------------------- | --- |
|        | 1976 –       | Прапор Аруби        | Прапор являє собою світло-синє полотнище. У лівому верхньому куту зображено чотирипроменеву зірку червоного кольору з білою облямівкою. В нижній частині стяга розташовані дві золоті смуги однакової товщини. Пропорції прапора: 2:3. |
|        | 1984 –       | Прапор Кюрасао      | Верхня синя смуга на прапорі символізує небо, а аналогічного кольору нижня — Карибське море. Синій колір означає також вірність остров'ян рідній землі. Жовта смуга символізує сяйво тропічного сонця над островом, його мальовничу природу і життєрадісний характер остров'ян. Дві білих зірки — символи миру і щастя. Іноді зірки неофіційно вважають позначають власне острів Кюрасао і розташований поруч маленький безлюдний острів Малий Кюрасао. Пропорції прапора: 2:3. |
|        | 1985 –       | Прапор Сінт-Мартена | Прапор складається з двох рівнозначних смуг синього та червоного кольорів, і білого трикутника, на якому розміщено герб Сінт-Мартена. Пропорції прапора: 2:3. |

### Спеціальні муніципалітети
| Прапор | Затверджений | Використання          | Опис |
| ------ | ------------ | --------------------- | --- |
|        | 1981 –       | Прапор Бонайре        | Синя частина полотнища означає Карибське море, жовтий трикутник — сонце, біла смуга — свободу і мир. Роза вітрів, що нагадує компас, вказує, що його жителі здавна мають репутацію наймайстерніших мореплавців південній частині Карибського моря і прекрасно орієнтуються в морському просторі. Вона також символізує єдність цілей остров'ян. Зірка позначає бойовитість і стійкість місцевих жителів, а її червоний колір — символ крові, пролитої в боротьбі. Шість кінців зірки нагадують про шість сіл — перші поселення на острові. Пропорції прапора: 2:3. |
|        | 1985 –       | Прапор Саби           | Поєднання червоного, білого і синього кольорів на прапорі нагадує про історичні та політичні зв'язки з Нідерландами. Крім того, червоний колір символізує єдність, мужність і рішучість місцевих жителів, а синій — Карибське море. П'ятикутна зірка позначає острів Саба, а її жовтий колір — природну красу і багатство острова. Пропорції прапора: 2:3. |
|        | 2004 –       | Прапор Сінт-Естатіуса | Прапор являє собою синє полотнище, розділене червоними смугами на чотири п'ятикутники. В центрі прапора знаходиться білий ромб, в якому розміщено зелений силует. Над островом зображена золота п'ятикутна зірка. Пропорції прапора: 2:3. |

## США

### Острівні території США
| Прапор | Затверджений | Використання                              | Опис |
| ------ | ------------ | ----------------------------------------- | --- |
|        | 1921 –       | Прапор Американських Віргінських островів | Прапор складається з спрощеного зображення Великої печатки США між літерами V і I (що позначають Віргінські острови). Орел тримає в одній лапі лаврову гілку, а в іншій — три стріли, що представляють три головні острови — Сент-Томас, Сент-Джон (Американські Віргінські острови) та Сент-Кроа. Кольори прапора символізують різні природні особливості Віргінських островів — жовтий (квіти), зелений (пагорби), білий (хмари) і блакитний (вода). |
|        | 2001 –       | Прапор Навасси                            | Прапор являє собою біло-синій горизонтальний біколор з профілем острову (та його знаменитим маяком) зеленого кольору. Прапор має неофіційний статус. На острові офіційно визнані як прапор Гаїті, так і прапор США. Пропорції прапора: 3:5. |
|        | 1995 –       | Прапор Пуерто-Рико                        | Прапор створений на основі прапору Куби іявляє собою прямокутне полотнище, розділене на 5 рівних червоних та білих смуг. Біля держака розміщений синій рівносторонній трикутник, на якому розміщена біла п'ятикутна зірка. Пропорції прапора: 3:5. |

### Штати та федеральний округ США
| Прапор | Затверджений      | Використання              | Опис |
| ------ | ----------------- | ------------------------- | --- |
|        | 1957 –            | Прапор Айдахо             | Прапор являє собою синє полотнище, що несе зображення державної печатки штату в центрі прапора і, під нею, золотий стрічки з написом «Штат Айдахо», виконаної золотими літерами на червоному тлі. Згідно з офіційним описом, краї прапора мають бути з золотим контуром, але це рідко використовується на багатьох зображеннях прапора. Печатка в центрі прапора зображує шахтаря і жінку, що символізують рівність, свободу і правосуддя. Також на печатці символічно зображені деякі природні ресурси штату Айдахо: корисні копалини, ліси, сільгоспугіддя, жива природа. Пропорції прапору: 26:33 |
|        | 1921 –            | Прапор Айови              | Прапорскладається з трьох вертикальних смуг — синього, білого та червоного кольорів. На білій смузі зображений білоголовий орлан, що тримає в дзьобі довгу стрічку з девізом англ. Our liberties we prize and our rights we will maintain, який взятий з державної печатки штату. Нижче вміщено назву штату «Iowa» червоного кольору. В основу прапора покладено прапор Франції, так як штат Айова був частиною французького володіння Луїзіана в Новій Франції. |
|        | 1895 –            | Прапор Алабами            | Прапор Алабами являє собою біле полотнище з Андріївським хрестом темно-червоного кольору. |
|        | 1959 –            | Прапор Аляски             | На синьому фоні зображено вісім золотих (жовтих) п'ятикутних зірочок: сім знизу — зображують Велику Ведмедицю і одна у правому верхньому кутку — Полярна зірка. Велика Ведмедиця символізує силу (потужність), а Полярна зірка — північ, оскільки Аляска є найпівнічнішою територією Сполучених Штатів Америки. Пропорції прапору: 125:177. |
|        | 1917 –            | Прапор Аризони            | Прапор являє собою прямокутне полотнище, перетнуте на дві рівні частини. Верхня частина складається з 13 променів червоного і золотого кольору (кольору конкістадорів і прапора Іспанії), які символізують 13 первинних округів Аризони (нині 15 округів), так само символізуючи мальовничі заходи Аризони. Нижня частина прапора синього кольору символізує свободу. У центрі прапора поміщена зірка мідного кольору, яка символізує мідну гірничодобувну промисловість Аризони. Пропорції прапору: 2:3.                                                                                            |
|        | 1924 –            | Прапор Арканзасу          | Прапор штату Арканзас являє собою червоне полотнище з розташованим в центрі білим ромбом (що символізує алмаз) з синьою смугою по периметру. На прапорі зображено 29 п'ятикутних зірок: 25 білих маленьких зірок у межах синьої смуги і чотири великих синіх зірки в алмазі. Напис «ARKANSAS» (з англ. Арканзас) синього кольору розташований всередині алмазу з однією зіркою над нею і трьома зірками під нею. Пропорції прапору: 2:3. |
|        | 1917 –            | Прапор Вайомінгу          | Прапор являє собою синє прямокутне полотнище з білою і червоною облямівкою. У центрі прапора зображений силует американського бізона білого кольору, що дивиться в бік древка. На боці бізона, як тавро, зображено печатку штату. Пропорції прапору: 7:10. |
|        | 1923 –            | Прапор Вашингтону         | Прапор являє собою прямокутне полотнище темно-зеленого кольору, що символізує прізвисько штату — «Вічнозелений штат». У центрі знаходиться печатка штату Вашингтон, на якій зображений портрет першого президента США Джорджа Вашингтона, і по колу, на золотому фоні, напис: «Емблема штату Вашингтон 1889». Пропорції прапору: 5:8. |
|        | 1923 –            | Прапор Вермонту           | Прапор являє собою синє полотнище, в центрі якого зображена печатка штату. Пропорції прапору: 3:5. |
|        | 1861 –            | Прапор Вірджинії          | Прапор являє собою синє полотнище, в центрі якого зображена печатка штату з білим оздобленням. Пропорції прапору: 3:5. |
|        | 1980 –            | Прапор Вісконсину         | Прапор являє собою синє полотнище, в центрі якого зображена печатка штату, над якою розміщено напис WISCONSIN (з англ. Вісконсин), а внизу — 1848, рік входження штату в США. Пропорції прапора: 2:3. |
|        | 1913 –            | Прапор Делаверу           | Прапор являє собою прямокутне полотнище сапфірового кольору. У центрі прапора зображений алмаз (ромб) темно-жовтого кольору (кольору буйволової шкіри), у центрі якого — герб штату Делавер. Нижче алмазу дата DECEMBER 7, 1787 (7 грудня 1787 року). Пропорції прапора: 2:3. |
|        | 2003 –            | Прапор Джорджії           | Прапор являє собою червоне прямокутне полотнище, перетнуте смугою білого кольору. Всі смуги рівновеликі. В кантоні прапора — синій квадрат, який займає по висоті дві смуги. В центрі квадрата зображено золотом герб зі зворотної сторони печатки штату. Внизу розташований девіз In God We Trust (з англ. Ми віримо в Бога). Навколо печатки та девізу по колу зображені тринадцять білих зірок, які символізують Джорджію та 12 інших штатів, які сформували Сполучені Штати Америки. Пропорції прапора: 5:8.                                                                                     |
|        | 1929 –            | Прапор Західної Вірджинії | Прапор являє собою прямокутне полотнище білого кольору з темно-синьою смугою по периметру прапора. У центрі прапора зображений герб із емблеми штату. Пропорції прапора: 10:19. |
|        | 1970 –            | Прапор Іллінойсу          | Прапор являє собою біле полотнище, в центрі якого зображена печатка штату. Пропорції прапора: 3:5. |
|        | 1917 –            | Прапор Індіани            | Прапор являє собою прямокутне полотнище синього кольору, в центрі якого зображені золотим кольором смолоскип, 19 зірок і напис Indiana. Пропорції прапора: 2:3 або 3:5. |
|        | 1911 –            | Прапор Каліфорнії         | Прапор являє собою прямокутне полотнище білого кольору, внизу якого — смуга червоного кольору. У крижі розташована червона зірка, над червоною смугою напис CALIFORNIA REPUBLIC (з англ. Каліфорнійська республіка). У центрі білого поля — зображення ведмедя грізлі, що йде до древка зеленою галявиною. Пропорції прапора: 2:3. |
|        | 1963 –            | Прапор Канзасу            | Прапор являє собою синє полотнище, в центрі якого зображена печатка штату. Над нею — квітка соняшника на синьо-золотому бруску, під нею — друкованими літерами слово «Канзас» (з англ. Канзас). Пропорції прапора: 3:5. |
|        | 1918 –            | Прапор Кентуккі           | Прапор являє собою синє полотнище, в центрі якого зображена печатка штату. Пропорції прапора: 10:19. |
|        | 1964 –            | Прапор Колорадо           | Прапор являє собою прямокутне полотнище, яке розділене на три рівновеликі горизонтальні смуги. Верхня і нижня смуги синього кольору, середня — білого кольору. На середині прапора, ближче до древка, зображена кругла буква «С» червоного кольору, заповнена золотим диском. Синій колір символізує небо, золото — сонячне світло, білий — сніжні гори, червоний — землю. Пропорції прапора: 2:3. |
|        | 1897 –            | Прапор Коннектикуту       | Прапор являє собою синє полотнище, в центрі якого зображена печатка штату. Пропорції прапора: 3:5. |
|        | 2006 –            | Прапор Луїзіани           | Прапор являє собою синє полотнище, в центрі якого зображена печатка штату. Пропорції прапора: 2:3. |
|        | 1908 –            | Прапор Массачусетса       | Прапор являє собою біле полотнище, в центрі якого зображена печатка штату. Пропорції прапора: 3:5. |
|        | 1909 –            | Прапор Мену               | Прапор являє собою синє полотнище, в центрі якого зображена печатка штату. Пропорції прапора: 3:5. |
|        | 1904 –            | Прапор Меріленду          | Полотнище прапора розділено на 4 чверті. Перша і четверта чверті складаються з 6 вертикальних планок, почергово золотого і чорного кольору з діагональною стрічкою, на якій ці кольори змінюються на протилежний. Друга і третя чверті сріблясто-червоні. Вони в свою чергу розділені на 4 частини білого і червоного кольору і заповнені грецьким хрестом перехідного кольору, білий на червоному тлі і червоний на білому тлі. Пропорції прапора: 2:3. |
|        | 1957 –            | Прапор Міннесоти          | Прапор являє собою синє полотнище, в центрі якого зображена печатка штату. Пропорції прапора: 7:11. |
|        | 1894 –1906 2001 – | Прапор Міссісіпі          | Прапор являє собою прямокутне полотнище, розділене на три рівновеликі горизонтальні смуги, синього білого і червоного кольорів. У крижі — військовий прапор армії конфедератів: червоний квадрат, на якому знаходиться синій андріївський хрест, в який вписано 13 білих зірок. Пропорції прапора: 3:5. |
|        | 1913 –            | Прапор Міссурі            | Прапор являє собою прямокутне полотнище, розділене на три рівновеликі горизонтальні смуги червоного, білого і синього кольорів. У центрі білої смуги — печатка штату, облямована синім колом, в яке вписано 24 білих зірки. Пропорції прапора: 10:17. |
|        | 1911 –            | Прапор Мічигана           | Прапор являє собою синє полотнище, в центрі якого зображена печатка штату. Пропорції прапора: 2:3. |
|        | 1981 –            | Прапор Монтани            | Прапор являє собою синє полотнище, в центрі якого зображена печатка штату. Над печаткою — слово MONTANA (з англ. Монтана) золотого кольору. Пропорції прапора: 2:3. |
|        | 1963 –            | Прапор Небраски           | Прапор являє собою синє полотнище, в центрі якого зображена печатка штату. |
|        | 1991 –            | Прапор Невади             | Прапор являє собою синє полотнище з розташованою вгорі зліва зіркою та написом під нею «Nevada». Над всім цим розташований сувій з написом «Battle Born» (Битва Народження). Цей напис показує те, що Невада стала штатом під час Громадянської війни. Пропорції прапора: 2:3. |
|        | 1932 –            | Прапор Нью-Гемпширу       | Прапор являє собою синє полотнище, в центрі якого зображена печатка штату. Пропорції прапора: 2:3. |
|        | 1896 –            | Прапор Нью-Джерсі         | Прапор являє собою жовте полотнище, в центрі якого зображена печатка штату. |
|        | 1901 –            | Прапор Нью-Йорку          | Прапор являє собою синє полотнище, в центрі якого зображена печатка штату. Пропорції прапора: 1:2. |
|        | 1925 –            | Прапор Нью-Мексико        | Прапор являє собою жовте полотнище, в центрі якого розміщений стародавній символ Сонця індіанців Зіа червоного кольору. Пропорції прапора: 2:3. |
|        | 1902 –            | Прапор Огайо              | Прапор Огайо — єдиний з прапорів штатів США, що має непрямокутну форму. Великий синій трикутник символізує пагорби і долини Огайо, а смуги — дороги і річки. 5 смуг також означають, що Огайо — один з п'яти штатів, які утворюють Північнозахідну територію (Огайо, Мічиган, Індіана, Іллінойс і Вісконсин). 17 зірок символізують, що Огайо був 17-им штатом, що приєднався до союзу. 13 зірок зліва, зверху і знизу — 13 початкових штатів США. Біле коло з червоним центром зображує не лише першу літеру назви штату, але й прізвисько штату «Кінський каштан» (англ. Buckeye).                 |
|        | 1941 –            | Прапор Оклахоми           | Прапор являє собою синє полотнище, в центрі якого зображена печатка штату. Під нею — напис OKLAHOMA (з англ. Оклахома). Пропорції прапора: 2:3. |
|        | 1938 –            | Прапор округу Колумбії    | Прапор складається з трьох червоних зірок, що розташовані над двома червоними лініями на білому фоні. Він заснований на розробці герба Джорджа Вашингтона, вперше використаний для визначення сім'ї в XX столітті. |
|        | 1925 –            | Прапор Орегону            | Прапор являє собою синє полотнище, в центрі якого зображена печатка штату. На зворотньому боці замість печатки зображено бобра — символу штату. Прапор Орегону — єдиний двосторонній прапор серед прапорів штатів США. Пропорції прапора: 3:5. |
|        | 1907 –            | Прапор Пенсільванії       | Прапор являє собою синє полотнище, в центрі якого зображена печатка штату. Пропорції прапора: 2:3. |
|        | 1992 –            | Прапор Південної Дакоти   | Прапор являє собою синє полотнище, в центрі якого зображена печатка штату. Пропорції прапора: 3:5. |
|        | 1861 –            | Прапор Південної Кароліни | Прапор являє собою синє полотнище, в центрі якого зображена пальма білого кольору, а в лівому верхньому куті прапора — білий півмісяць. Пропорції прапора: 2:3. |
|        | 1911 –            | Прапор Північної Дакоти   | Прапор являє собою синє полотнище, в центрі якого зображена печатка штату. Пропорції прапора: 26:33. |
|        | 1991 –            | Прапор Північної Кароліни | Прапор являє собою прямокутне полотнище, що складається з двох горизонтальних смуг — червоної і білої — і широкої вертикальної синьої смуги у держака, в середині якої знаходиться біла п'ятикутна зірка. Ліворуч і праворуч від зірки знаходяться жовті букви N і C відповідно. Зверху і знизу — жовті стрічки. На верхній чорним написано May 20th, 1775 (з англ. 20 травня 1775), на нижній — April 12th, 1776 (з англ. 12 квітня 1776). Пропорції прапора: 3:5. |
|        | 1897 –            | Прапор Род-Айленду        | Прапор являє собою біле полотнище із зображеними в центрі по колу тринадцятьма золотими п'ятикутними зірками (Род-Айленд увійшов до числа перших 13 штатів). У колі розташований золотий якір, під яким розташована синя стрічка із золотим написом «HOPE» (Надія). Іноді використовується прапор із золотою бахромою по краях. Пропорції прапора: 29:33. |
|        | 1905 –            | Прапор Теннессі           | Прапор являє собою прямокутне полотнище червоного кольору з вузькою синьою смугою по правому краю. В центрі знаходиться синє коло з білою облямівкою, всередині його — три білих зірки. Зірки повинні бути розташовані таким чином, щоб лінія, проведена через центри будь-яких з двох зірок не була паралельна сторонам прапора. Пропорції прапора: 2:3. |
|        | 1839 –            | Прапор Техасу             | Прапор розділений на дві рівновеликі горизонтальні смуги, верхня смуга білого кольору, нижня — червоного. Зліва (у древка) вертикальна синя смуга шириною 1/3 від довжини прапора. У центрі синьої смуги розміщена п'ятикутна зірка білого кольору. Прапор штату Техас відомий як Прапор самотньої зірки (англ. Lone Star Flag). Пропорції прапора: 2:3. |
|        | 1985 –            | Прапор Флориди            | Прапор являє собою прямокутне полотнище білого кольору з червоним андріївським хрестом. В центрі зображена печатка штату. Пропорції прапора: 2:3. |
|        | 1913 –            | Прапор Юти                | Прапор являє собою синє полотнище, в центрі якого зображена печатка штату, оточена золотим колом. Пропорції прапора: 2:3. |

## Заморські департаменти Франції
Прапори заморських департаментів Франції мають неофіційний статус, оскільки офіційно використовується прапор Франції.
| Прапор | Затверджений | Використання               | Опис |
| ------ | ------------ | -------------------------- | --- |
|        | –            | Прапор Гваделупи           | Прапор являє собою чорне полотнище, на якому зображено жовте сонце на зеленій цукровій тростині. Зверху проведено синю горизонтальну смугу шириною 1/3 прапора, на якій зображено три жовті геральдичні лілії. |
|        | 2023 –       | Прапор Мартиніки           | Прапор місцевої влади прийнятий у 2023 році. Пропорції прапора: 2:3. |
|        | –            | Прапор Сен-Бартелемі       | Прапор являє собою біле полотнище, центрі якого зображений Герб Сен-Бартелемі. Пропорції прапора: 2:3. |
|        | –            | Прапор Сен-Мартену         | Місцева влада використовує прапор Франції. Пропорції прапора: 2:3. |
|        | 1982 –       | Прапор Сен-П'єр і Мікелону | На прапорі зображений корабель «Grande Hermine», на якому 15 червня 1536 року Жак Картьє підійшов до острова Сен-П'єр. Три прапори, розміщені біля держака, символізують походження більшості жителів островів (зверху вниз) — баски (прапор Країни Басків), бретонці (прапор Бретані) і нормани. Пропорції прапора: 2:3. |

## Див.також
- Прапори незалежних держав
- Прапори Азії
- Прапори Африки
- Прапори Європи
- Прапори Південної Америки
- Прапори Океанії
- Хронологія національних прапорів